# Andrei Mikhnevich
Andrei Mikhnevich (né le 12 juillet 1976 à Babrouïsk) est un athlète biélorusse spécialiste du lancer du poids. Il est marié à la lanceuse de poids Natallia Mikhnevich.

## Carrière sportive
Il a été suspendu deux ans pour dopage le 7 août 2001, à la suite de sa 10e place aux Championnats du monde. À peine 17 jours après la fin de sa suspension, il devint champion du monde à Paris réalisant sa meilleure performance personnelle (21,69 m). Il remporta les Universiades la même année. L'année suivante, il termina cinquième aux Jeux olympiques d'Athènes. 

## Dopage
En 2013, Andrei Mikhnevich est convaincu de dopage et disqualifié à vie par l'IAAF, en raison d'échantillons prélevés lors des championnats du monde de 2005, à Helsinki, et réexaminés plusieurs années plus tard. Tous les résultats obtenus par le Biélorusse depuis août 2005 sont par conséquent annulés. Il est suspendu à vie par l'IAAF et doit, par conséquent, rendre notamment l'or européen de 2010, les médailles d'argent mondiales indoor de 2006 et 2010, le bronze olympique de 2008 ainsi que mondiaux de 2007 et 2011.

## Palmarès
| Date | Compétition                          | Lieu       | Résultat | Performance |
| ---- | ------------------------------------ | ---------- | -------- | ----------- |
| 1999 | Championnats du monde en salle       | Maebashi   | 8e       |             |
| 2000 | Jeux olympiques                      | Sydney     | 9e       |             |
| 2001 | Championnats du monde                | Edmonton   | DQ       |             |
| 2003 | Championnats du monde                | Paris      | 1er      | 21,69 m     |
| 2003 | Universiade                          | Daegu      | 1er      | 20,76 m     |
| 2003 | Finale mondiale de l'IAAF            | Monaco     | 3e       | 20,51 m     |
| 2004 | Championnats du monde en salle       | Budapest   | 7e       |             |
| 2004 | Jeux olympiques                      | Athènes    | 4e       | 20,60 m     |
| 2004 | Finale mondiale de l'IAAF            | Monaco     | 7e       |             |
| 2005 | Championnats du monde                | Helsinki   | DSQ      |             |
| 2005 | Finale mondiale de l'IAAF            | Monaco     | DSQ      |             |
| 2006 | Championnats du monde en salle       | Moscou     | DSQ      |             |
| 2006 | Championnats d'Europe                | Göteborg   | DSQ      |             |
| 2007 | Championnats d'Europe en salle       | Birmingham | DSQ      |             |
| 2007 | Championnats du monde                | Osaka      | DSQ      |             |
| 2007 | Finale mondiale de l'IAAF            | Stuttgart  | DSQ      |             |
| 2008 | Championnats du monde en salle       | Valence    | DSQ      |             |
| 2008 | Jeux olympiques                      | Pékin      | DSQ      |             |
| 2010 | Championnats du monde en salle       | Doha       | DSQ      |             |
| 2010 | Coupe d'Europe hivernale des lancers | Arles      | DSQ      |             |
| 2010 | Championnats d'Europe                | Barcelone  | DSQ      |             |
| 2011 | Championnats d'Europe par équipes    | Stockholm  | DSQ      |             |
| 2011 | Championnats du monde                | Daegu      | DSQ      |             |

### Records
| Épreuve                        | Performance | Lieu  | Date            |
| ------------------------------ | ----------- | ----- | --------------- |
| Lancer du poids (en extérieur) | 21,69 m     | Paris | 23 août 2003    |
| Lancer du poids (en salle)     | 20,85 m     | Minsk | 30 janvier 2004 |